# Job Joseph Coat
Job Joseph Coat (bretonisch Job Koad, * 1798 in Morlaix, Frankreich; † 1858 ebenda) war ein bretonischer Schriftsteller.
Sein wichtigstes Werk, verfasst zwischen 1826 und 1831, ist die Komödie in drei Akten „Das Mädchen mit den fünf Liebhabern“ (Originaltitel: „Plac’h ar pemp amourouz“).

## Werke
- Das Mädchen mit den fünf Liebhabern
- Leben des heiligen Wilhelm
- Mysterium von den Eroberungszügen Karls des Großen
- Tragödienbuch über das Leben von Jean Paris
- Tragödie über das Leben des Huon von Bordeaux